# アントワープ証券取引所

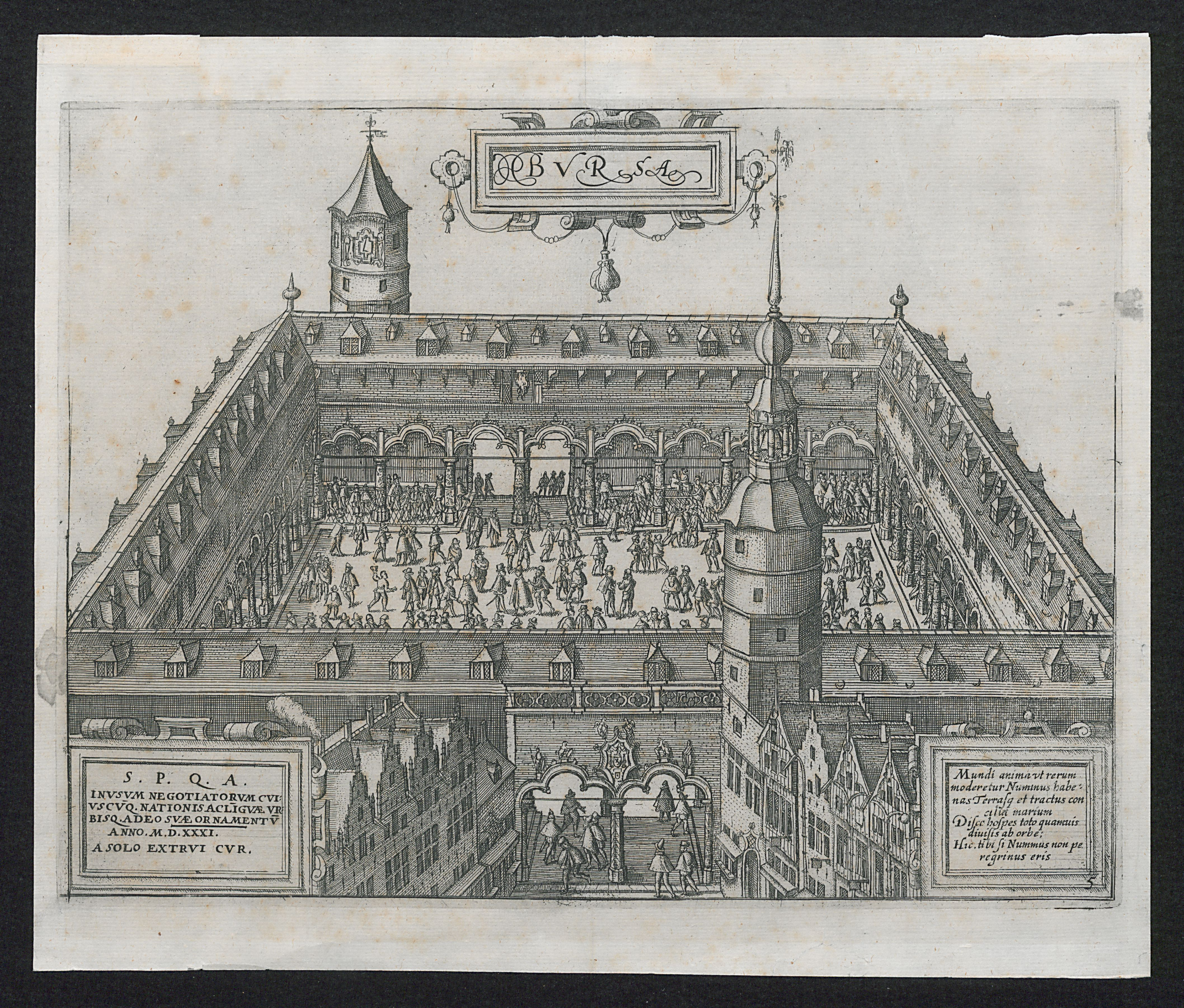
16世紀のアントワープ取引所

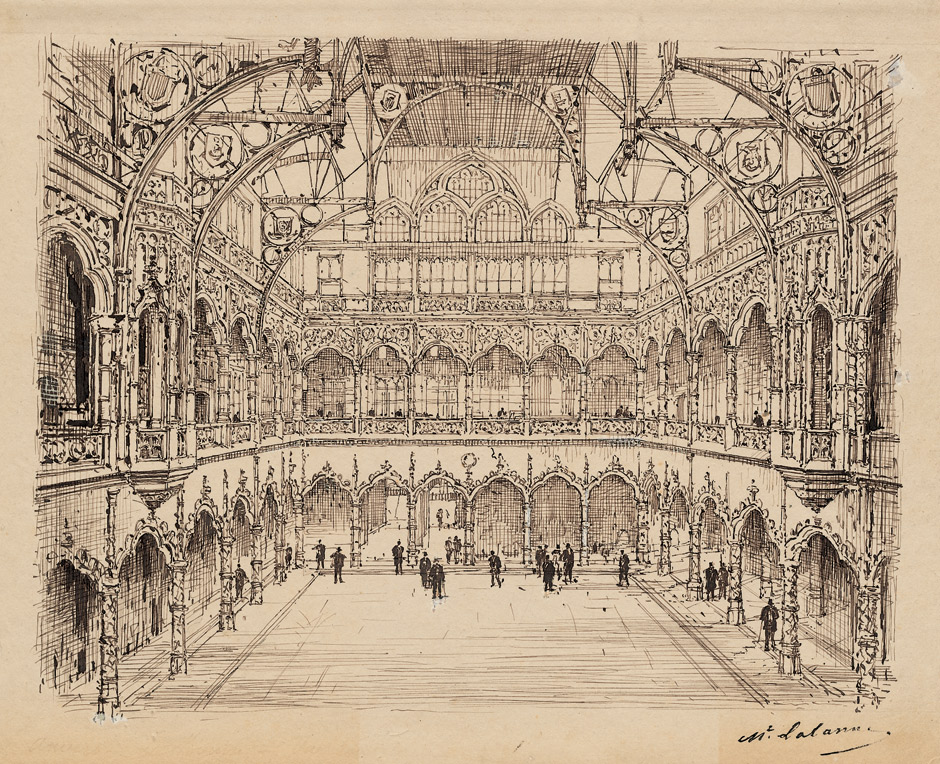
アントワープ証券取引所　1886年

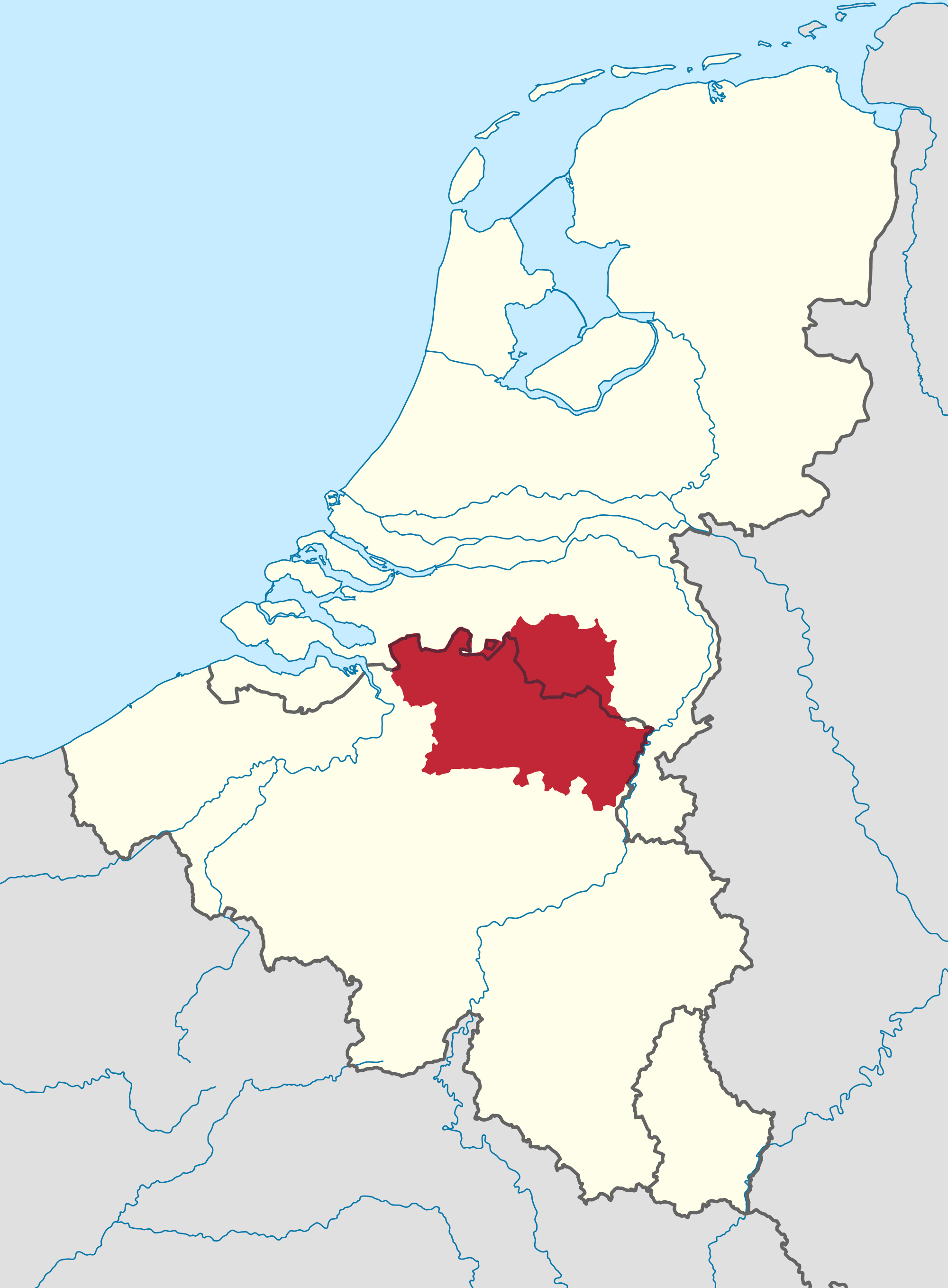
ネーデルラント内のアントワープの位置（赤）。

アントワープ証券取引所（オランダ語: Handelsbeurs、ハンデルスブルス）は、ベルギーのアントワープにある証券取引所である。歴史上初めて商取引（先物取引）を目的に設立された。アントウェルペン証券取引所とも表記される。株式や債券が現れる前に設立された建物なので、厳密に言えば初めから証券取引所だったわけではない。
初代の建物は1531年に完成したが、時勢により17世紀には取引所の機能を停止していた。のちに建物が再建され、1872年から1997年まで証券取引所として使用された。のちに建物は修復され、娯楽施設になりアントワープ見本市と呼ばれるイベントが開催された。
アントワープ取引所は、ロンドンの王立取引所など、ヨーロッパ各地の取引所設立に影響を与えた。

## 歴史
15世紀、ハプスブルク領ネーデルラントのアントワープは、衰退したフランドルのブルッヘの取引所に変わってヨーロッパの金融・貿易拠点となった。10万人以上が居住する大規模な都市に発展したが、居住者のうちの外国人の定住商人約1万人は、ほとんどがスペイン人・ポルトガル人であった。
1531年、それまでの取引所が大通りの交差点正面に移転した。新しい建物の中心部はオープンスペースの長方形の広場（中庭）であり、四方の城壁状の部分に並んだ展示室が、その中庭をぐるりと取り囲む様式であった。ここでは商品それ自体よりもその受領書、さらに、為替手形、預金証書、各種の公債などの証書が取り引きされていた。
当時のアントワープはカール5世の領地であったが、1531年に完成した初めの建物は後期ブラバント・ゴシック様式で、建築家ドミエン・デ・ワーゲマーケレの設計であった。長方形の中庭が星紋様の柱列と網状のアーチに囲まれたものである。天井にあたる部分には八角形の筒型の外郭を持った「仏塔タワー」（pagoda towers）が聳えており、そこから港湾の商船を眺めることができた。
この取引所は、1583年に火災に遭った後は、すぐさま同じ場所に同じ設計で再建された。
しかしオランダの宗教改革と八十年戦争の影響を被り、1576年のアントワープの略奪、1585年のアントワープ陥落になど重なる戦災によって都市が破壊され、ヨーロッパの貿易拠点という輝かしい地位は1602年には、オランダ東インド会社がアムステルダムに設立したアムステルダム証券取引所に譲らざるを得なくなった。
したがって、1661年から1810年のあいだは、建物は別の用途に使用されていた。一時的に製図学校であったり、芸術家たちの聖ルカ組合の拠点であったりした。
19世紀に入り、1853年には建築家チャールズ・マルセリスがロンドンの水晶宮の例に倣い、中庭の上に天蓋を追加した。
1858年、アントワープ証券取引所は再び火災で崩壊した。そこでアントワープ市当局がコンペティションを2度に渡って開催し、伝統的なレイアウトを継承した案が採用された。
現在のネオ・ゴシック様式の建物は、建築家ジョセフ・シェード設計で1872年に完成したものである。内装仕上げに金属の構造材が使用されるなど、革新的な技術が使われている。
現在の建物は1872年から1997年までは、アントワープ証券取引所（名実ともに証券取引所）として活用されたが、1997年には合併先のブリュッセル証券取引所に業務が吸収されたため閉鎖された。その後、業務はユーロネクスト・アムステルダムに移動した。
取引所の閉鎖のため建物は役割を失い打ち捨てられたが、2000年代に入って再利用計画が持ち上がった。レストランやホテルやコンサートホールや回廊が併設されたイベントホール「ハンデルスブルス」として、当初は2019年10月オープン予定であったが、2020年の初めにオープンした。

## 影響

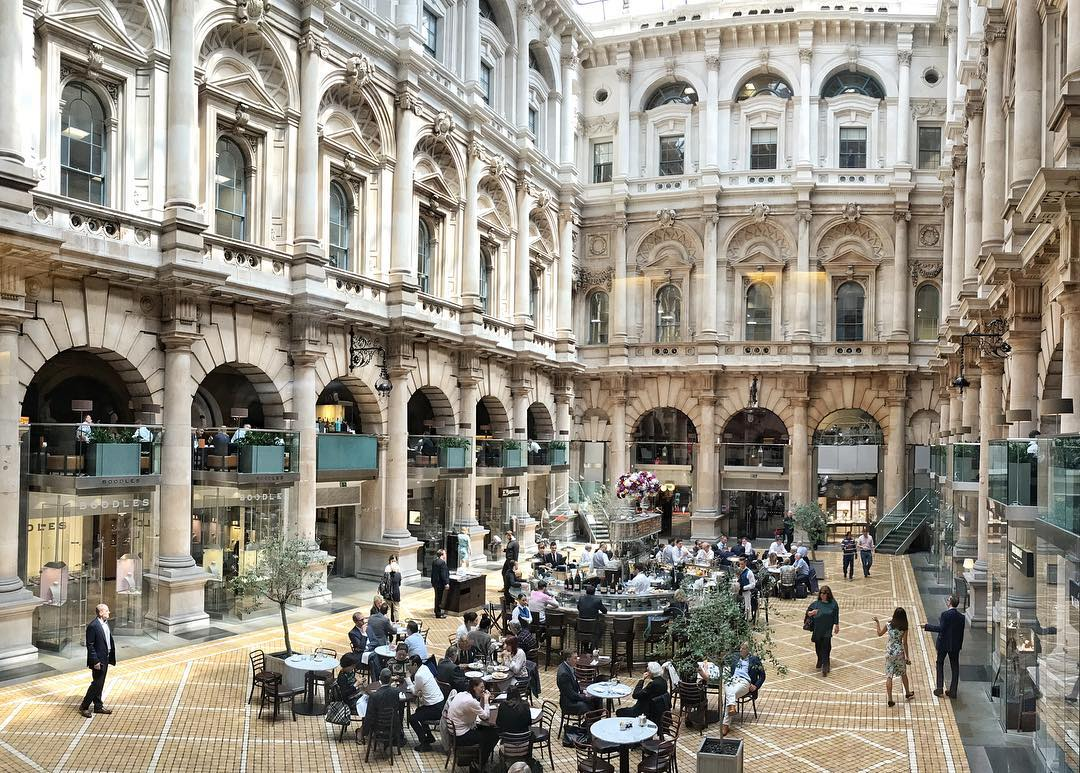
ロンドンの王立取引所

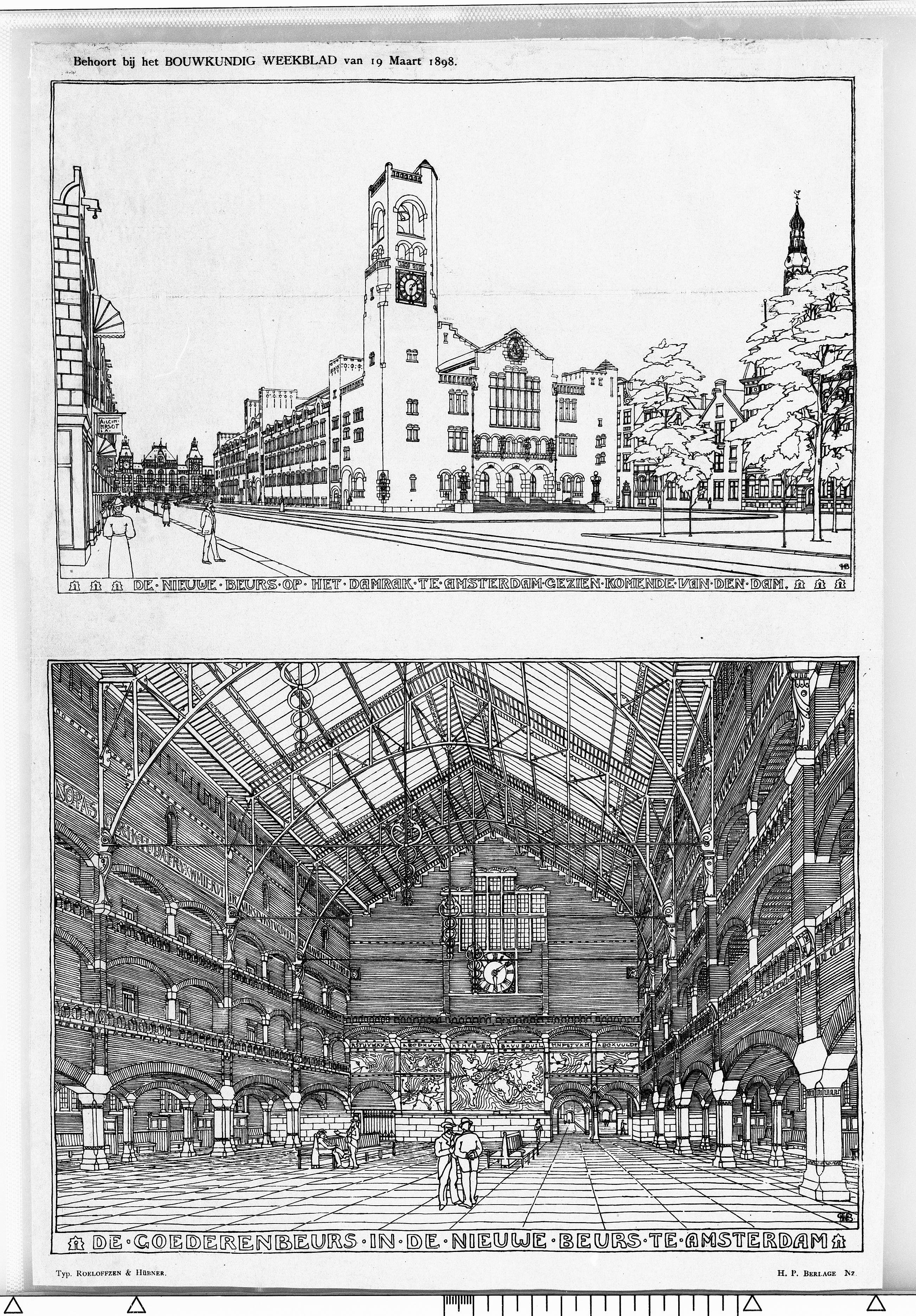
アムステルダム証券取引所

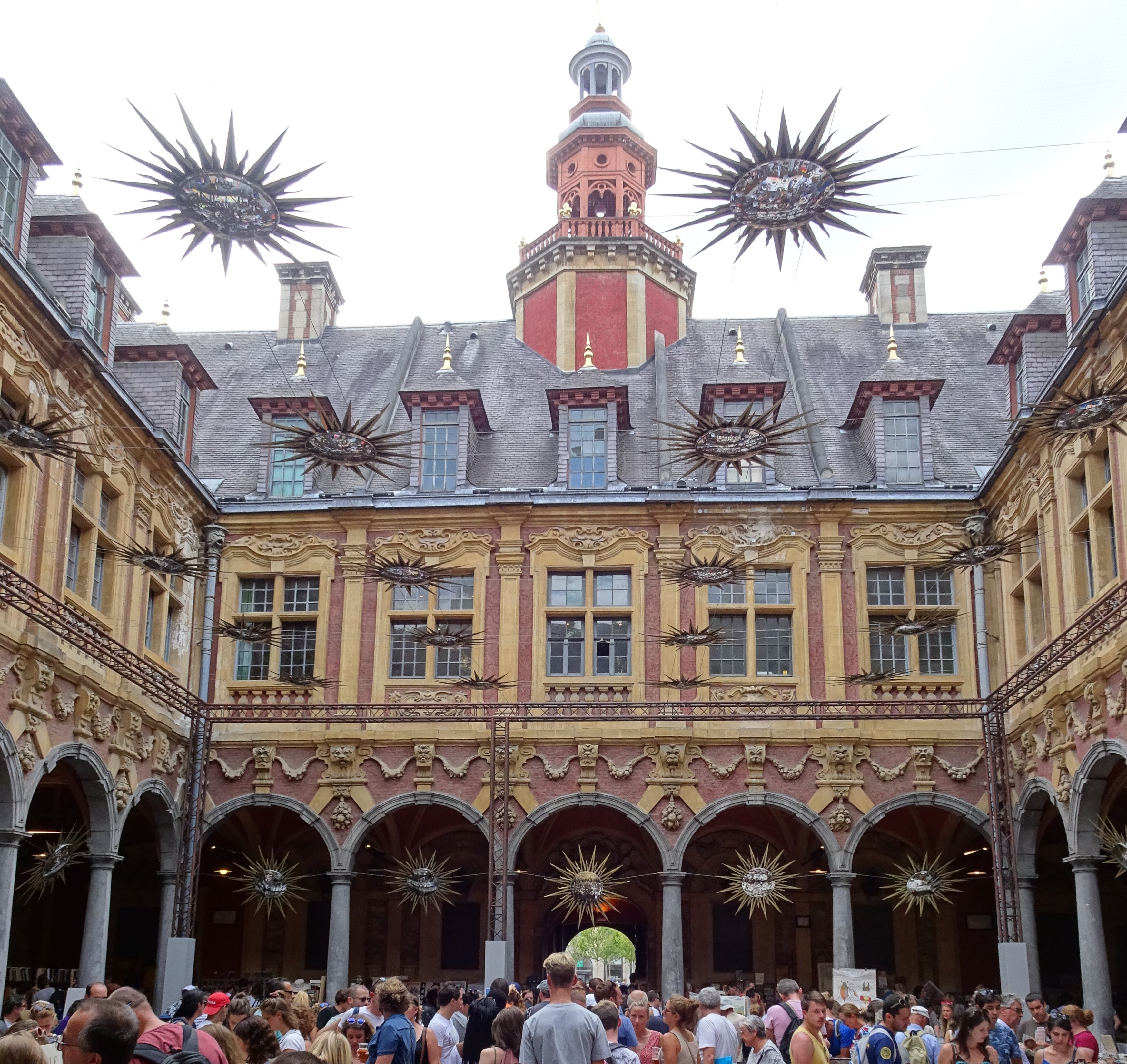
フランスのリール証券取引所

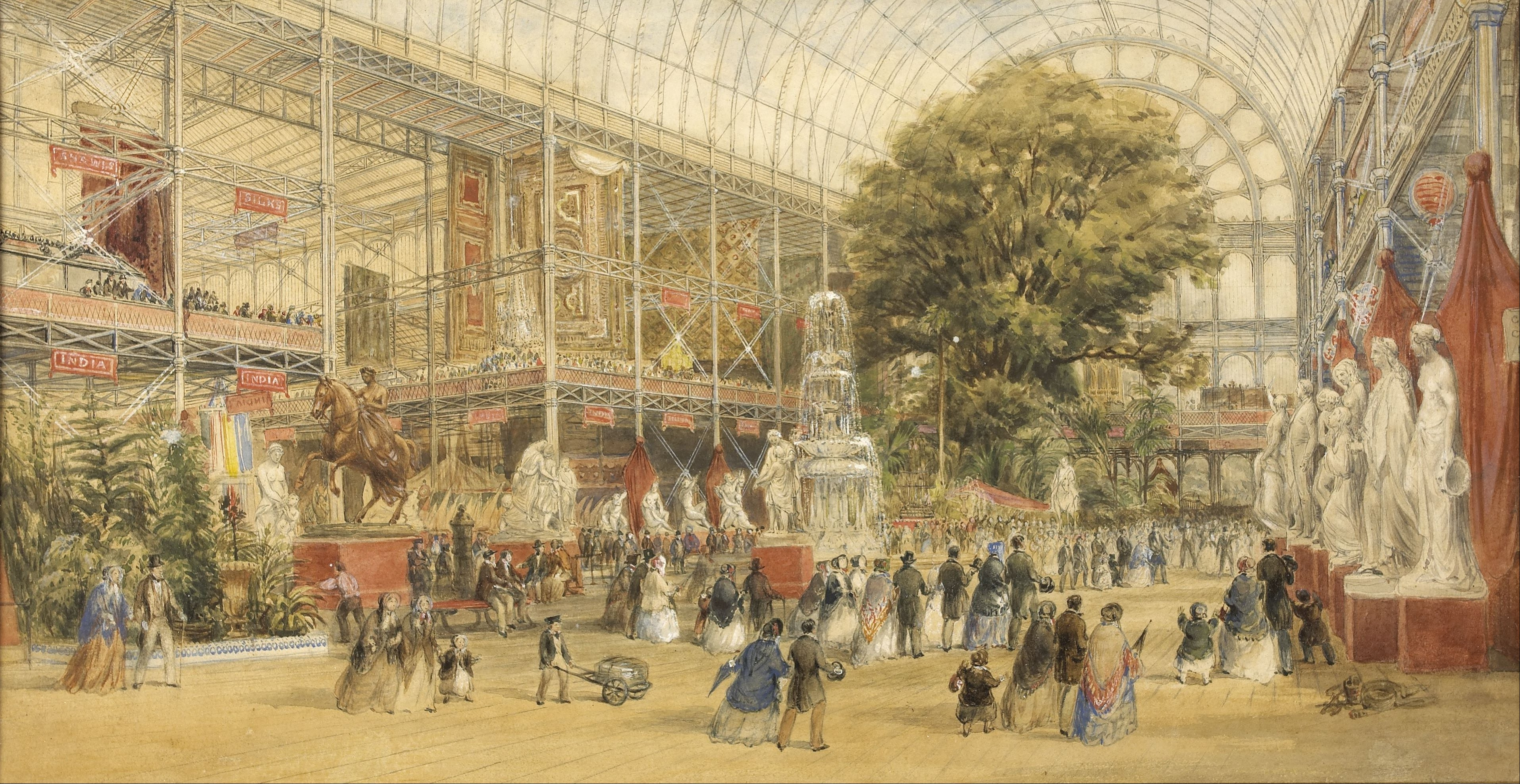
ロンドンのハイドパークの水晶宮

アントワープは長年ヨーロッパの貿易の中心地だったため、この取引所の設計は、同様の計画を持つ他の都市にとっては模範となった。
在アントワープのイギリス王室金融代理人の貿易商トーマス・グレシャムも、イギリスでの取引所の設立を指揮するにあたり、このアントワープ取引所を参考とした。中庭の周囲に展示室を配するコンセプトは、アントワープ出身の建築家ハンス・ヘンドリック・ファン・ペッシェンが設計したロンドン王立取引所に取り入れられた。
1565年の設立当初、ロンドン王立取引所の呼称も「ブルス」（フランス語: Bourse、取引所の意味）であった。ただこの名称は、1570年1月23日にエリザベス1世が訪問した際に変更され、英語で「王立取引所」（Royal Exchange）と呼ばれるようになった。
オランダでは、1592年にミデルブルフ取引所、1595年にはロッテルダム取引所が設立された。1602年にはオランダ東インド会社 (Verenigde Oostindische Compagnie, "VOC") によってアムステルダム証券取引所が設立され株式や債券、また初めて有価証券が取引されるようになった（ユーロネクスト・アムステルダムの前身）。1903年に建築家ヘンドリク・ペトルス・ベルラーヘ設計の建物に建て替えられベルラーヘ証券取引所とも通称された。
また北フランスのリールにある証券取引所（Vieille Bourse、ジュリアン・デストレ設計）のモデルでもある。